# Andrés José Cruz Soublette
Pour les articles homonymes, voir Soublette.
Andrés José Cruz Soublette est un acteur de cinéma italien.

## Filmographie
- 1968 : Le Spécialiste (Gli specialisti) de Sergio Corbucci
- 1968 : La Révolution sexuelle (La rivoluzione sessuale) de Riccardo Ghione
- 1968 : Théorème (Teorema) de Pier Paolo Pasolini
- 1968 : Roméo et Juliette (Romeo e Julia) de Franco Zeffirelli